# دریای هالماهرا

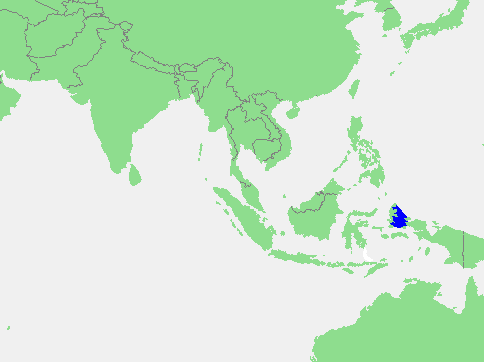
دریای هالماهرا با رنگ آبی مشخص شده است.

دریای هالماهِرا (به انگلیسی: Halmahera Sea) بخشی از آب‌های اقیانوس آرام است که در بخش مرکزی شرقی دریای مدیترانه استرالزیایی واقع شده‌است. این دریا تقریباً در ۱ درجهٔ جنوبی و ۱۲۹ درجهٔ شرقی قرار داشته و در شمال با اقیانوس آرام، در غرب با هالماهرا، در شرق با وایگئو و ایریان جایا و در جنوب با دریای سرام هم‌مرز است. این دریا گستره‌ای در حدود ۹۵٬۰۰۰ کیلومتر را پوشش می‌دهد.